# Jim Larrañaga
James Joseph Larrañaga, detto Jim (New York, 2 ottobre 1949), è un ex cestista e allenatore di pallacanestro statunitense.
È il padre di Jay,  anch'egli ex cestista e allenatore.

## Carriera
È stato selezionato dai Detroit Pistons al sesto giro del Draft NBA 1971 (96ª scelta assoluta).

## Palmarès
- Naismith College Coach of the Year (2013)
- Associated Press College Basketball Coach of the Year (2013)
- Henry Iba Award (2013)
- Clair Bee Coach of the Year Award (2006)